# عراقيون في هولندا

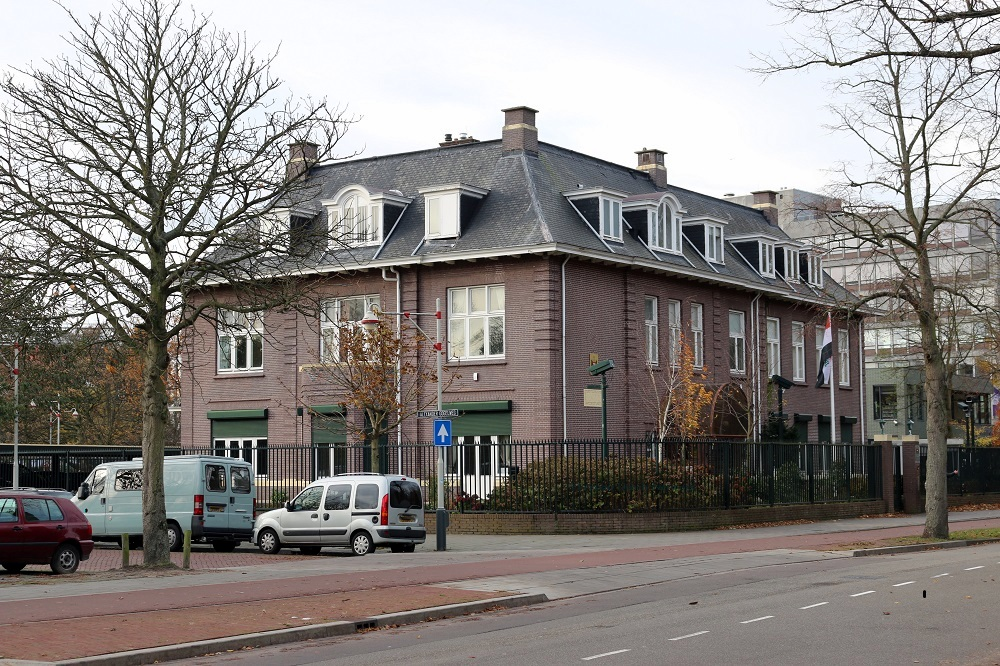
سفارة جمهورية العراق في لاهاي

عراقيو هولندا وهم العراقيين أو ذوو الأصل العراقية ألذين يعيشون في دولة هولندا في أوروبا وعددهم يصل إلى أكثر من 50 ألف عراقي ويشكلون نسبة 0.3% من نسبة الشعب الهولندي، وتعتبر الجالية العراقية في هولندا رابع أكبر جالية أجنبية ويعيشون في مدن أمستردام و لاهاي و ألميلو و آرنم و إنسخيده، إزدادت هجرة العراقيين إلى هولندا بعد الحصار الدولي على العراق بعد عام 1991 حيث كان عدد العراقيين في سنة 1995 8000 ليرتفع إلى 40 ألف في سنة 2002 وليزداد مرة أخرى بعد غزو العراق في عام 2003 ويتواجد العراقيون هناك من كافة الطوائف و القوميات منهم العرب و الأكراد و أرمن و كلدان و آشوريون و يهود ونسبة تعليم العراقيين هناك عاليه وهي أكثر من المغاربة و السوريناميين. غالبية الجالية العراقية في هولندا من المسلمين الشيعة ثم مسيحيون وايزيديين وصابئة.